# Verbena gracilis
Verbena gracilis là một loài thực vật có hoa trong họ Cỏ roi ngựa. Loài này được Desf. miêu tả khoa học đầu tiên năm 1829.